# Гордон, Лоуренс
Ло́уренс Го́рдон (англ. Lawrence Gordon; род. 25 марта 1936, Язу-Сити, Миссисипи, США) — американский кинопродюсер и телевизионный сценарист. В основном он продюсирует боевики. Самые известные его работы — «Хищник» (1987), «Крепкий орешек» (1988) и «Лара Крофт: Расхитительница гробниц» (2001).

## Биография
Гордон вырос в Белзони, Миссисипи. Закончил Туланский университет в Новом Орлеане, Луизиане. Он наслаждался долгой карьерой в фильмах. После переезда в Лос-Анджелес он начал работать с Аароном Спеллингом.
Он служил президентом кинокомпании 20th Century Fox с 1984 по 1986 гг.
В 1990 году Лоуренс Гордон был номинирован на премию «Оскар» за лучший фильм с картиной «Поле его мечты».
Также у Гордона есть две номинации на антипремию «Золотая малина», в категории «Худший фильм», за ленты: «Ксанаду» (в 1981 году) и «Взаперти» (в 1990 году).

## Избранная фильмография
- 1973 — Диллинджер / Dillinger
- 1975 — Уличный боец / Hard Times
- 1978 — Хупер / Hooper
- 1978 — Водитель / The Driver
- 1979 — Воины / The Warriors
- 1980 — Ксанаду / Xanadu
- 1982 — Сорок восемь часов / 48 Hrs.
- 1984 — Улицы в огне / Streets of Fire
- 1986 — Джек-попрыгун / Jumpin' Jack Flash
- 1987 — Хищник / Predator
- 1988 — Крепкий орешек / Die Hard
- 1988 — Скауты / The Wrong Guys
- 1989 — Семейное дело / Family Business
- 1989 — Взаперти / Lock Up
- 1989 — Поле его мечты / Field of Dreams
- 1989 — К-9 / K-9
- 1989 — Левиафан / Leviathan
- 1990 — Другие сорок восемь часов / Another 48 Hrs.
- 1990 — Хищник 2 / Predator 2
- 1990 — Крепкий орешек 2 / Die Hard
- 1991 — Ракетчик / The Rocketeer
- 1995 — Водный мир / Waterworld
- 1997 — Ночи в стиле буги / Boogie Nights
- 1997 — Сквозь горизонт / Event Horizon
- 1997 — Собственность дьявола / The Devil’s Own
- 1999 — К-911. Собачья работа / K-911
- 2001 — Планета Ка-Пэкс / K-PAX
- 2001 — Лара Крофт: Расхитительница гробниц / Lara Croft: Tomb Raider
- 2002 — К-9 III: Частные детективы / K-9: P.I.
- 2003 — Лара Крофт: Расхитительница гробниц. Колыбель жизни / Lara Croft Tomb Raider: The Cradle of Life
- 2004 — Хеллбой: Герой из пекла / Hellboy
- 2008 — Хеллбой 2: Золотая армия / Hellboy II: The Golden Army
- 2009 — Хранители / Watchmen